# 성주 성산동 고분군
성주 성산동 고분군(星州 星山洞 古墳群)은 대한민국 경상북도 성주군 성주읍에 위치한 가야의 무덤이다. 1963년 1월 21일 사적 제86호로 지정되었다.
성산동 고분군은 성주읍이 내려다보이는 성산 자락에서 산줄기를 따라 가야와 삼국 시대의 크고 작은 무덤들이 서로 형제처럼 줄지어 있어 가벼운 산책으로 둘러보기 좋다. 고분군 전시관에는 고분군에 대한 역사적 전시와 함께 어린이 체험실이 있어 놀이와 체험을 즐길 수 있다.

## 개요
경상북도 성주군 성산일대에 있는 성산가야지배층의 무덤들이다. 성산의 정상에는 성산산성이 있고 주변에 70여기의 가야 무덤들이 분포하고 있다.
1호 무덤은 높이 3.6m, 지름 13.6m로 내부구조는 앞트기식돌방무덤(횡구식석실묘)으로 보인다. 돌방(석실)에서는 은제관장식과 고리자루큰칼(환두대도), 각종 토기류가 발견되었다. 2호 무덤은 구덩식돌방무덤(수혈식석실묘)으로 창·도끼·손칼을 비롯하여 많은 수의 토기가 발견되었다.
58호 무덤 굴방에서는 금제굵은고리귀고리(금제태환이식), 은제팔찌, 금동제말장식(행엽)이 발견되었다. 각 무덤에서 발견되는 굽다리접시(고배)의 굽에 생긴 구멍(투창)이나 1호 무덤에서 출토된 관장식이 경주지역의 것과 유사성을 보인다. 또한 58호 무덤의 유물은 전형적인 신라제품으로 5∼6세기경 성산가야 지배층의 무덤으로 추정된다.
이러한 유물들은 성산가야가 신라와 밀접한 관계를 가졌고, 당시 신라와 적대관계였던 인접한 대가야와는 문화적으로 교류가 없었음을 보여주는 중요한 자료라 할 수 있다.

## 참고 자료
- 성주 성산동 고분군 - 국가유산청 국가유산포털